# Jaime Serra Palou
Pour les articles homonymes, voir Palou.
Jaime Serra Palou est un journaliste, éditeur et artiste catalan né le 18 août 1964 à Lérida. Il est spécialiste de Design de l'information et de visualisation de données. Depuis 2007, il est directeur de l'infographie et de l'illustration au sein du quotidien catalan La Vanguardia. Il est connu pour sa chronique hebdomadaire réalisée sous forme d'infographie au sein de ce journal.
Certaines de ses infographies ont été exposées à la galerie Arts Santa Mònica en 2013.